# Mesacmaea stellata
Mesacmaea stellata är en havsanemonart som först beskrevs av Heinrich Andres 1881.  Mesacmaea stellata ingår i släktet Mesacmaea och familjen Haloclavidae. Inga underarter finns listade i Catalogue of Life.